# Guatemala ai Giochi della XXXIII Olimpiade
Il Guatemala ha partecipato ai Giochi della XXXIII Olimpiade, svoltisi a Parigi dal 26 luglio all'11 agosto 2024, con una delegazione di 16 atleti, 10 uomini e 6 donne, in 7 discipline.
I portabandiera alla cerimonia di apertura sono stati Kevin Cordón e Waleska Soto.

## Medagliere

### Medaglie
| Medaglia | Nome             | Sport | Evento         |
| -------- | ---------------- | ----- | -------------- |
| Oro      | Adriana Ruano    | Tiro  | Trap femminile |
| Bronzo   | Jean Pierre Brol | Tiro  | Trap maschile  |

## Delegazione
| Sport              | Uomini | Donne | Totale |
| ------------------ | ------ | ----- | ------ |
| Atletica leggera   | 4      | 1     | 5      |
| Badminton          | 1      | 0     | 1      |
| Judo               | 0      | 1     | 1      |
| Nuoto              | 1      | 1     | 2      |
| Pentathlon moderno | 1      | 1     | 2      |
| Tiro               | 2      | 2     | 4      |
| Vela               | 1      | 0     | 1      |
| Totale             | 10     | 6     | 16     |